# Gosling Emacs
Gosling Emacs (часто сокращается до «Gosmacs» или «gmacs») — реализация Emacs, написанная в 1981 году Джеймсом Гослингом на языке программирования Си. Расширения были написаны на языке Mocklisp, синтаксически похожем на Лисп. Сначала Гослинг разрешил его неограниченное распространение, но позднее продал его UniPress.
Когда было разрешено неограниченное распространение редактора, Ричард Столлман использовал некоторый код Gosling Emacs в начальной версии GNU Emacs.
UniPress начала продавать Gosling Emacs (переименованный в Unipress Emacs) как проприетарный продукт, и попросила Столлмана прекратить распространение исходного кода Gosling Emacs. Весь код Gosling Emacs был удалён из GNU Emacs к версии 16.56.
С 7 мая 2023 исходный код Gosling Emacs открыт для всех желающих.